# 刘悦 (沃阳县侯)
刘悦（？—？），字法欢，彭城郡彭城县（今江苏省徐州市）人，北魏、西魏官员。

## 生平
刘悦善于骑马射箭，通晓兵书，弱冠时就投身军旅。当时高欢专权，魏孝武帝被逼迫西入关中，刘悦也跟随入关，出任都督，备在侍卫。当时西魏新建首都，要害之地人心猜忌，宇文泰选拔刘悦为腹心，任命为持节、东南道偏率。刘悦将三鵶、湖阳的蛮贼讨伐平定，以军功出任鄠县县令。大统九年（543年），宇文泰亲自统帅军队东征，征召刘悦跟随。刘悦参与了四次战役，都是深陷敌阵率先登城，因军功升任卫将军、金紫光禄大夫，封沃阳县开国侯。邙山之战中，西魏军队失利，刘悦被俘虏，后因为忧愤在关东去世。北周统一北方后，刘悦的家人将刘悦的棺木迎回。隋文帝诏令赠予蔚州诸军事、蔚州刺史。开皇八年冬十一月卅日（588年12月23日），刘悦葬于大兴都西南七里。

## 家庭

### 祖父
- 刘宽，北魏恒山郡太守，因为在北魏为官，子孙在恒岱定居，成为恒州人[1]

### 父亲
- 刘超，北魏莫贺弗、赠仪同三司、光禄大夫、朔州刺史[1]

### 兄弟
- 刘文欢，西魏直阁将军、石门县开国伯，大统三年去世，与刘悦合葬[1]

### 子女
- 刘中，第二子，北周大都督、兴世县开国伯，宣政二年去世，夫人尧氏，开皇七年去世，与刘悦合葬[1]
- 刘天和，第五子，天和四年去世，与刘悦合葬[1]
- 刘达，第七子，建德六年去世[1]
- 李氏，刘悦第三子的夫人，开皇八年去世[1]